# 7885 Levine
7885 Levine eller 1993 KQ2 är en asteroid i huvudbältet som upptäcktes 17 maj 1993 av den amerikanske astronomen Timothy B. Spahr vid Catalina Station. Den är uppkallad efter Joanna L. Levine.
Asteroiden har en diameter på ungefär 5 kilometer.